# Arrest
Arrest település Franciaországban, Somme megyében. Lakosainak száma 825 fő (2022. január 1.). Arrest Boismont, Estrébœuf, Franleu, Mons-Boubert, Nibas, Ochancourt és Pendé községekkel határos.

## Népesség
A település népességének változása:
| Lakosok száma | 873  | 864  | 888  | 869  | 855  | 842  | 828  | 827  | 825  |
|               | 2013 | 2015 | 2016 | 2017 | 2018 | 2019 | 2020 | 2021 | 2022 |